# یوام‌اس اسکلدار
یو ام اس اسکلدار ای جی یک سازنده هواپیما می باشد که غالباً در سوئیس مستقر است و با دارا بودن امکانات تولیدی در سوئد می باشد. این شرکت در سال ۲۰۱۸ به نام یک سرمایه گذاری مشترک میان سهامداران عمده یو ام اس گروه ائرو و صعب ایجاد شد. محصول اصلی آن مجموعه اسکلدار از سیستم های هواپیمای بدون سرنشین (یو ای اس) روتور کرافت است. این شرکت همچنین مالک شرکت هیرت می باشد که طیف موتورهای دو زمانه سبک آن واحدهای نیرو را برای روتورکرافت فراهم می کند.

## تشکیل
سوئیس یو ای وی ای جی یک شرکت خصوصی مستقر در سوئیس بود که هواپیماهای بدون سرنشین (پهپادها) را طراحی و تولید می کرد. در ماه مه ۲۰۰۹ وارد شراکت با ساب شد.  در سال ۲۰۱۳ پهپاد سوئیس توسط سیستم های بدون سر نشین ای جی خریداری شد و سال بعد در گروه یو ام اس آئرو در کنار شرکت سوئدی سیستم های بدون سر نشین ای بی ترکیب شد. در پایان سال ۲۰۱۵ گروه یو ام اس آئرو و صعب ، تولیدکنندگان خودروی بدون سرنشین اسکلدار  ، یو ام اس اسکلدار را تشکیل دادند، یک سرمایه گذاری مشترک که گروه یو ام اس آئرو شریک اکثریت آن است. این شرکت علاوه بر دفتر مرکزی و تولید خود در سوئیس، یک مرکز تولیدی در سوئد به نام یو ام اس اسکلدار سوئد ای بی دارد.

## هواپیما
یو ام اس اسکلدار دو سیستم پهپاد روتورکرافت را تولید می کند:
- یو ام اس اسکلدار  مدل وی-۲۰۰
- <a href="./UMS Skeldar V-150" rel="mw:WikiLink" data-linkid="63" data-cx="{&amp;quot;adapted&amp;quot;:false,&amp;quot;sourceTitle&amp;quot;:{&amp;quot;title&amp;quot;:&amp;quot;UMS Skeldar V-150&amp;quot;,&amp;quot;pagelanguage&amp;quot;:&amp;quot;en&amp;quot;},&amp;quot;targetFrom&amp;quot;:&amp;quot;mt&amp;quot;}" class="new cx-link" id="mwIQ" title="UMS Skeldar V-150">یو ام اس اسکلدار</a> مدل وی-۱۵۰

## شرکت های تابعه
یو ام اس اسکلدار سازنده موتورهای پیستون سبک هیرت آلمان با پیشینه ایی طولانی را در سال ۲۰۱۸ خریداری کرد. هیرت موتورهای سوخت سنگین (سوخت جت) مورد استفاده در روتورکرافت را فراهم می کند.